# Fruto Sagrado (álbum)
Fruto Sagrado é o álbum de estreia da banda brasileira de rock Fruto Sagrado, lançado em 1991, três anos após a fundação da banda. Gravado em uma semana, foi distribuído pela gravadora Bompastor.
O disco inaugurou a chamada "formação clássica" da banda, formada por Marcão, Bênlio e Flávio. A formação seguiria com os três alternando entre guitarristas convidados até 2000, com a saída de Flávio. A maioria das composições foram escritas por Bênlio, Marcão e o ex-integrante Marcos Valério.
O disco contém a participação de Sylas Jr. dentre os músicos convidados. Quase dez anos depois, o músico se tornaria o baterista do Fruto Sagrado.
| Críticas profissionais | Críticas profissionais |
| Avaliações da crítica  | Avaliações da crítica  |
| Fonte                  | Avaliação              |
| ---------------------- | ---------------------- |
| O Propagador           | [ 4 ]                  |

## Faixas
1. "Base Forte" (Bênlio Bussinguer)
2. "Pra Acordar" (Marcão, Bênlio e Flávio)
3. "Guerra Interior" (Marcão e Marcos Valério)
4. "Fruto Sagrado" (Marcão e Marcos Valério)
5. "Vazios de Coração" (Marcão, Bênlio e Flávio)
6. "Sem Definição" (Marcão e Marcos Valério)
7. "O Tempo Vai Cessar" (Marcão e Marcos Valério)
8. "Nunca Mais" (Bênlio Bussinguer)
9. "Não me Deixará" (Marcão, Bênlio e Flávio)

## Ficha técnica
Banda
- Marcão - vocais, baixo
- Bênlio Bussinguer - guitarras e teclado
- Flávio Amorim - bateria

Músicos convidados
- Wagner Júnior - guitarra
- Sylas Jr. - programação de  bateria e técnico de gravação
- Gerson - técnico de gravação
- Marcos Valério - técnico de gravação e teclados em “Guerra interior”, “Fruto Sagrado” e “Nunca mais”